# 전인범
전인범(全仁釩, 1958년 9월 6일~)은 대한민국의 군인이다. 본관은 정선(旌善)이다.
서울특별시 동대문구에서 태어나 8세 때 모친을 따라 미국으로 이주해 4년 간 생활 후 귀국, 1977년 경기고등학교를 졸업하고 육군사관학교 전사학과에 입교하였다. 1981년 4월 육군사관학교 37기로 임관하여 30사단 90연대 15중대 3소대장으로 군 생활을 시작한 이래 9사단 29연대장, 합동참모본부 전략기획부 전작권 전환 추진단장, 27사단장, 한미연합군사령부 작전참모차장, 유엔군사령부 군사정전위원회 수석대표, 특수전사령관 등을 역임하고 2016년 7월 육군 중장으로 예편하였다. 1983년 10월 아웅 산 묘소 폭탄 테러 사건 당시 합동참모의장 전속부관으로 폭발에 의해 중상을 입은 합참의장을 구출한 공로를 인정받아 보국훈장 광복장을 수훈하는 등, 현역 시절 한국과 미국 정부로부터 총 11개의 훈장을 받아 대한민국 국군 장성 중 최다 훈장 수훈자로 기록되었다.
전역 후 브루킹스 연구소 방문학자, 존스 홉킨스 대학교 객원연구원으로 해외 연수 중인 2017년 문재인의 요청으로 더불어민주당 문재인 제19대 대통령 선거 경선 캠프 안보자문위원을 맡았으며, 2018년 한국자유총연맹 부총재에 임명되었다. 이외에 동물들의 권리에도 관심을 가져 동물자유연대 이사로서 동물의 자유를 위한 활동도 하고 있다.

## 생애

### 생애 초반

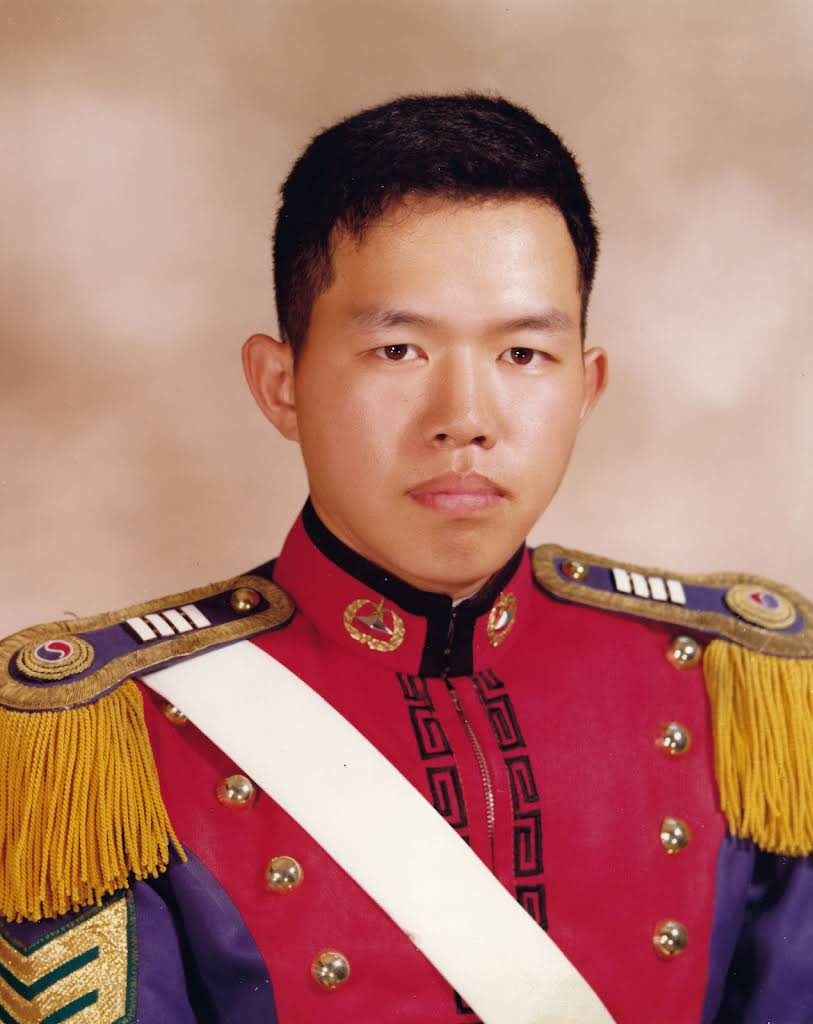
1980년 육사 생도 시절 전인범

전인범은 1958년 9월 6일에 서울특별시 동대문구 휘경동 서울위생병원에서 미국 유학 중이었던 의과학 전공의인 아버지 전주화와 마찬가지로 미국에서 유학 중인 정치학 석사과정생 어머니 홍숙자 사이에서 1남 1녀 중 장남으로 태어났다. 그의 부모는 미국 유학 중 한국유학생회 모임에서 만나 1957년 결혼하였으며 전인범을 임신한 모친이 보스턴 대학교 대학원 정치학 석사과정을 졸업 후 먼저 귀국해 서울 중구 장충동 시댁에 살고 있었고, 부친은 한 학기를 더 공부해야 했기에 유학을 마치고 그가 태어난지 100일째 되던 날 귀국하였다. 유년 시절의 대부분은 서울에 살았으며 1965년 대한민국 최초의 여성 외교관인 모친 홍숙자가 뉴욕 총영사관 부영사로 발령됨에 따라 미국으로 이주하여 4년 동안 뉴욕 맨해튼에서 생활하였다. 그는 그의 모친에 대하여 “어머니는 제가 어린 시절 함께 미국에 거주할 때도 한국어 사용을 강조하셨고, 국가에 기여해야 한다는 사명감을 심어주셨다”며 “그 당시 남성 중심의 공직사회에서 많은 불이익을 겪으면서도 강직한 모습을 보여주셨다”고 회고했다. 모친 홍숙자가 부영사로 발령된지 얼마 안되어 그의 부모는 이혼하였고, 1969년 한국으로 귀국한 뒤에도 그의 어머니는 그가 영어를 잊지 않도록 AFKN을 주로 시청하게 했으며 저녁식사 때만큼은 영어로 대화하게 했다. 그 또한 『리더스 다이제스트』, 『뉴스위크』, 『타임』과 같은 시사 잡지를 빼놓지 않고 읽으며 어릴 때부터 국제관계에 대한 감각을 익혀나갔다. 당시 제2차 세계 대전을 다룬 미국 TV 프로그램 《Combat!》에 나오는 군인 샌더스 중사를 동경하던 그는 12살 때 국군의 날 시가행진을 보던 중 외삼촌에게 “군인이 되려면 육군사관학교에 가야 한다”는 말을 듣고 육사 진학을 희망하게 되었다. 그 뒤 리라국민학교와 대경중학교를 거쳐 1977년 경기고등학교를 졸업하고 육군사관학교 37기로 입교했다. 육사 동기생 가운데 입학 성적이 368명 중 367등이었으나 영어 시험은 만점을 받았던 그는 1981년 4월 3일 육군사관학교 전사학과 졸업과 동시에 육군 소위로 임관했다.

### 군인 생활

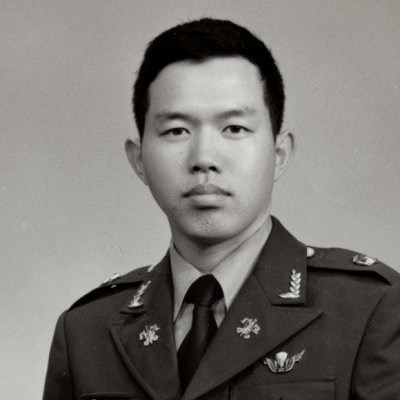
1982년 육군 소위 시절 전인범

1981년 초임지인 30사단 90연대 15중대 3소대장으로 근무 중 1군단장 이기백 중장에게 발탁되어 대한민국 육군 최초로 중위 계급으로 3성 장군인 군단장 전속부관을 맡게 되었다. 이후 이기백 장군이 육군참모차장, 2야전군사령관에 이어 합동참모의장을 지낼 때까지 약 3년간 부관으로 임무를 수행했다. 1983년 10월 아웅 산 묘역 테러 사건 당시 이기백 대장은 합참의장으로 대통령을 수행했으며, 전인범 중위 또한 이기백 장군의 전속부관으로 아웅 산 묘소 참배에 동행하였다. 당시 폭탄 테러로 아수라장이 된 묘역에서 추가 폭발의 위험을 무릅쓰고 현장에 뛰어든 그는 중상을 입은 이기백 장군을 구출해내어 보국훈장 광복장을 수훈하였다. 그때 폭발로 온몸에 박힌 파편 제거수술을 받은 이기백 대장이 의식이 돌아오자 마자 “각하께선 괜찮으시냐, 지금 몇 시냐, 밥은 먹었냐”라고 묻는 모습에 상관과 부하를 저렇게 챙기고 위하는 게 진짜 군인이란 것을 느끼게 되었다. 후일 아웅 산 테러 사건을 회상하며 “폭발 순간 주차장에서 대기 중이었는데, 충격이 너무 커 일순간 정신을 잃을 정도였다”고 기억했다. 당시 현장에서 잠시 카메라 배터리를 가지러 주차장에 갔다온 덕에 테러 순간을 면한 그는 “경호원들이 권총을 뽑아 들고 무전기에 대고 ‘A지점에서 폭파’ 소리 지르더라. 그때부터 발이 움직이지 않더라. 누가 로켓을 쐈는지, 포탄을 쐈는지 알 수 없어서 ‘들어갈까 말까’ 이런 생각이 들었다”며 두려움이 있었으나 합참의장을 구하고자 현장으로 뛰어들어 그를 구조하였다고 회고하기도 했다.
1986년 30사단 90연대 2대대 10중대장 시절에는 육군의 우수 전투중대장에게 주는 재구상을 받기도 했다. 당시 초급 지휘관으로 중대원들의 사격 훈련 중 소총 사격 영점을 못 잡는 병사를 데려다가 실탄을 주고 자신은 표적지 앞에 서서 사격을 하게 해 영점을 잡게 했다는 일화가 있다. 군사정권 시절 그가 중대장을 역임한 부대는 대학생들의 데모가 일어나면 연세대학교를 점령하는 부대였는데, 그는 국민을 보호해야하는 군인이 대학생을 진압하라는 명령에 많은 갈등을 했다. 그래서 원래는 데모 때 중대장이 맨 뒤에 서서 진압을 지시하게 돼 있는데 그는 맨 앞으로 나가서 돌 맞더라도 제일 먼저 맞고 죽으려고 했다고 과거를 회고하였다. 소령으로 진급한 뒤에는 육군참모총장실에서 정책장교 및 군사외교협력장교 보직을 받아 많은 통번역 임무를 수행하였고, 이에 대한 공로를 인정받아 1992년 한미연합사령관 로버트 리즈카시 대장으로부터 육군표창훈장(Army Commendation Medal)을 받았다. 중령 때에는 한미연합사 작전참모부 연습처 을지포커스렌즈 연습장교를 맡아 세계에서 가장 규모가 큰 연합모의 연습을 기획하고 실행한 공로로 2002년 근무공로훈장(Meritorious Service Medal)을 받았다.
2004년 12월에는 이라크 다국적군사령부 선거지원과장으로 근무하면서 공정한 선거업무의 주역으로 외국군(미국, 영국, 호주, 루마니아)을 지휘·감독, 이라크 민주주의 탄생에 기여한 것으로 평가받았다. 한국이 이라크전 때 세 번째로 많은 병력을 보냈는데 다국적군사령부 참모 중에 한국군이 그 외에는 없어 처음에는 직속 부하들이 자신을 무시했다고 느낀 그였다. 그래서 바쁘다는 외국군 장군들 대신 브리핑을 하는 등 좋은 평가를 받고자 노력해 점차 조직을 장악하였다고 밝혔다. 그는 미군과 영국군, 호주군 장교 10여 명을 지휘해 5400개 선거구에서 치러지는 이라크 유권자 1400만 명의 투표를 지원 및 감독하였으며, 3500t에 이르는 선거 관련 물자를 각 투표소에 공급하고 치안 유지를 지원하는 일도 맡았다. 선거가 무사히 끝난 뒤 이라크 평화정착에 기여한 공로로 대한민국 정부로부터 화랑무공훈장을, 한국 군인으로서는 최초로 미국 정부로부터 동성훈장(Bronze Star Medal)을 받았다. 2006년 11월 육군사관학교 37기 동기생들 가운데 1차로 장성 진급자에 선발되어 8개월 뒤인 다음해 7월 준장으로 진급했다.
2007년 7월 국제 테러단체인 탈레반에 의한 아프간 한국인 납치 사건이 발생했을 때 대한민국 정부를 대표한 카불 군사협조단장으로 급파, 인질 구출작전을 지휘하여 사건 발생 43일 만에 21명의 인질을 구출하는데 주도적인 역할을 하였다. 그의 임무는 군사협조단 단장으로서 국제안보지원군사령부에 파견돼 협조체계를 구축하는 것으로, 외국군을 설득할 논리가 부족하니 그들에게 인간적으로 다가가자고 생각하였다. 우선 스웨덴군 소장에게 ‘사람들 살려야 한다’, ‘사무실이 필요하다’, ‘상황실 출입을 허가해달라’, ‘인터넷, 유선전화, 휴대전화 쓰게 해달라’, ‘숙식 제공해달라’ 등을 부탁했다. 상황실에서는 유학시절에 알고 지낸 독일군, 미군을 만나 사람들이 죽고 사는 문제이니 많이 도와달라고 요청하기도 했다. 이렇게 군사협조단을 통해 수집된 인질 및 탈레반 세력의 동향 첩보 등은 정부가 대책을 마련하는데 기초자료가 됐고, 특히 인질 억류지역에서 동맹군의 불필요한 군사행동을 억제한 노력은 인질의 생명을 보호하는데 결정적으로 기여한 것으로 평가되었다. 이 공로로 대통령 표창을 받았다. 훗날 출간한 자신의 회고록 《보통장군 전인범》에서 당시 상황에 대해 “작전이 장기화하자 인질 구조를 위한 군사 작전도 준비하기 시작했고, 한국에서는 이 임무를 위해 송영필 대령을 단장으로 4명의 장교가 증파되었다”며 “우리는 가용한 정보를 한국에 보내서 작전계획을 수립하고 707부대는 격리지역 활동에 들어갔다”고 밝혔다. 그러나 한국군 부대가 직접 출동한 인질 구출 군사 작전은 실행되지 않았고, 그는 “시간이 지나자 협상이 효과를 발휘하기 시작해 인질들을 풀어 주기로 했다는 연락이 왔고, 이 과정에서 탈레반에게 숙식비 명목으로 우리가 보상하는 돈도 있었다”며 “헬기로 돈을 수송하는 것이 쉽지 않은 일이었지만 가능토록 조치했다. 구체적으로 어떻게 했는지는 밝힐 수 없다”고 말을 아꼈다.

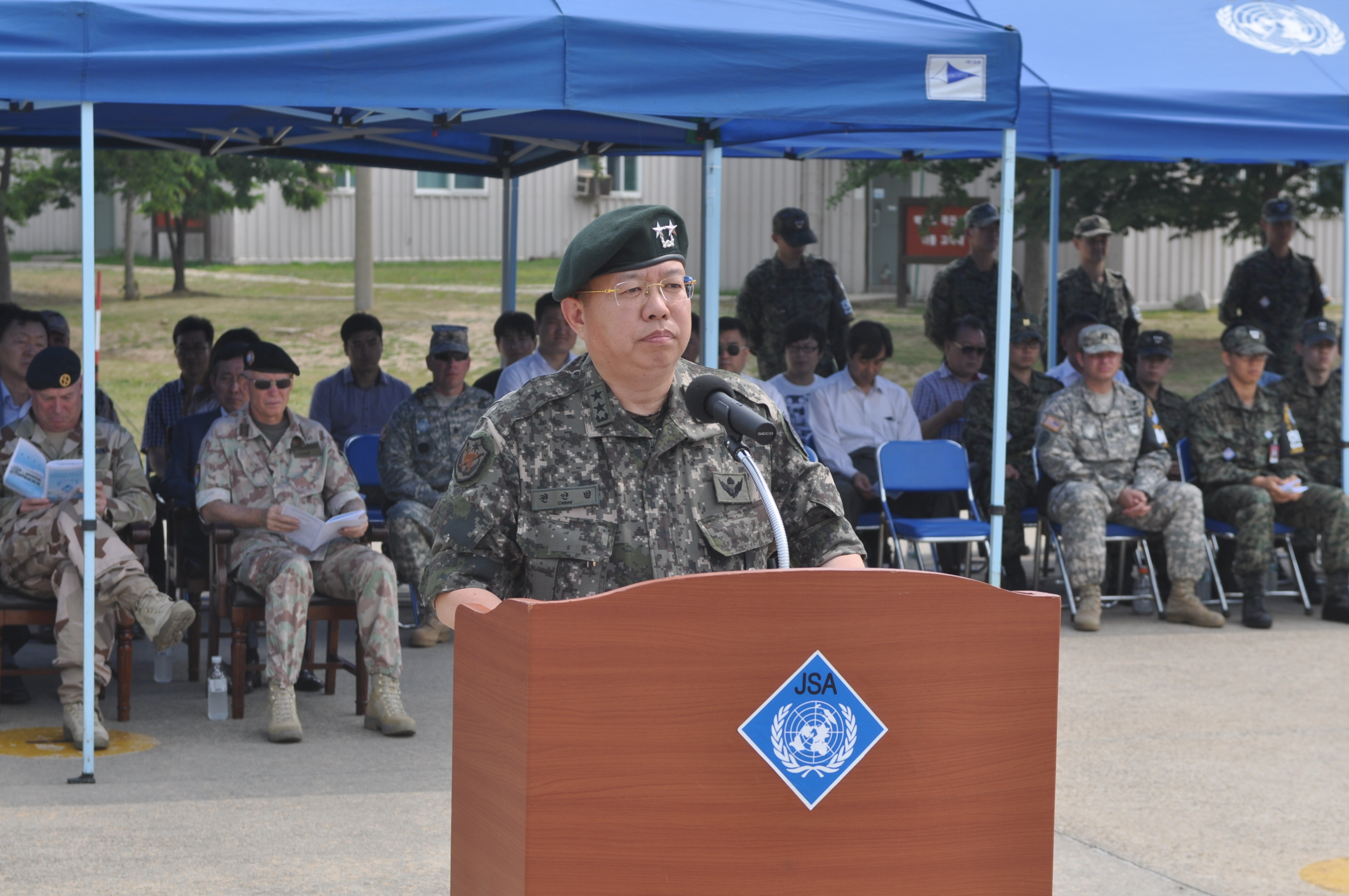
2013년 JSA 경비대대 창설 9주년 기념식에서 축사하는 전인범

2009년 11월 소장으로 진급해 제27보병사단장에 임명되었다. 그는 장병들에게 훈련을 많이 시키는 장군으로 유명했지만 병사들의 병영 생활 자율성을 키워야 한다고 주장해왔다. 그래서 사단장 재임 기간 중 병사들에게 당시에는 어려웠던 평일 외출과 같은 복지 여건을 많이 만들려고 노력했었다. 또한 그는 전역하는 병사들을 위해 전역식을 열어주고 직접 참석해 “군 생활 하느라 고생했는데 내가 줄 건 육군 소장의 경례밖에 없다”며 전역병들에게 부동자세로 경례를 해주었고, 부대를 방문한 군수사령관 앞에서 병사들에게 보급되는 슬리퍼의 열악함을 토로하며 보급에 대한 확답을 받을 때까지 사령관 앞에서 슬리퍼를 물고 있기도 하는 등 장병들의 처우 개선을 위해 진력했다. 부대 소재 지역 주민들을 위한 대민 봉사활동과 산천어축제 등 대규모 문화관광 행사 지원에도 노력하여 훗날 그가 사단장을 이임하고 한미연합사로 영전한다는 소식이 전해지자 지역 주민들은 “전 사단장의 도움에 보답코자 이임 후 공적비를 건립키로 주민들이 뜻을 모았다”며 아쉬움을 나타냈다. 2011년 5월에는 한·미 연합작전 태세를 발전시킨 공과 한·미 우호관계 증진 노력을 인정받아 미국이 외국군에게 주는 최고등급 훈장인 공로훈장(Legion of Merit)을 수훈하였다. 그는 2008년 11월부터 2009년 11월까지 합동참모본부 전시작전통제권 전환 추진단장으로 근무 중 한미가 2007년에 합의한 전작권 전환을 구체적으로 진행하면서 150개에 달하는 전환 과제를 계발하고 진행을 감독하며 미측과의 긴밀한 협의를 추진, 복잡한 전환 과정을 관리하는 총 책임을 맡은 바 있다. 미국으로부터 이 훈장을 수훈한 외국인으로는 중화민국 총통 장제스, 영국 국왕 조지 6세, 소련군 총사령관 원수 게오르기 주코프, 프랑스 대통령 샤를 드 골 등이 있다.
2011년 11월 18일 미국 국방부와의 인터뷰에서 미국인들에게 전하고 싶은 메시지가 있느냐는 질문에 영화 《스파이더맨 시리즈》가 시사하는 교훈을 언급하였다. 그는 “《스파이더맨 1》은 우리에게 ‘큰 힘에는 큰 책임이 따른다(With great power comes great responsibility)’는 것을 가르쳐 주고 《스파이더맨 2》는 원하지 않아도 해야만 하는 일이 있음을 알려준다”며 안보의식 고취를 위해 미국인들은 《스파이더맨 1, 2》를 평생 동안 적어도 세 번 이상 보아야 한다고 권하기도 했다. 같은 달 21일 사단장 임기를 마치고 한미연합군사령부 작전참모차장으로 영전했으며, 1년 5개월 뒤인 2013년 4월에는 한미연합사 부참모장 겸 유엔군사령부 군사정전위원회 수석대표에 취임하였다. 수석대표 재임 당시 군정위에 한국군이 참모로 보직되도록 유엔사 측과 협의하여 관철시킨 바 있다.

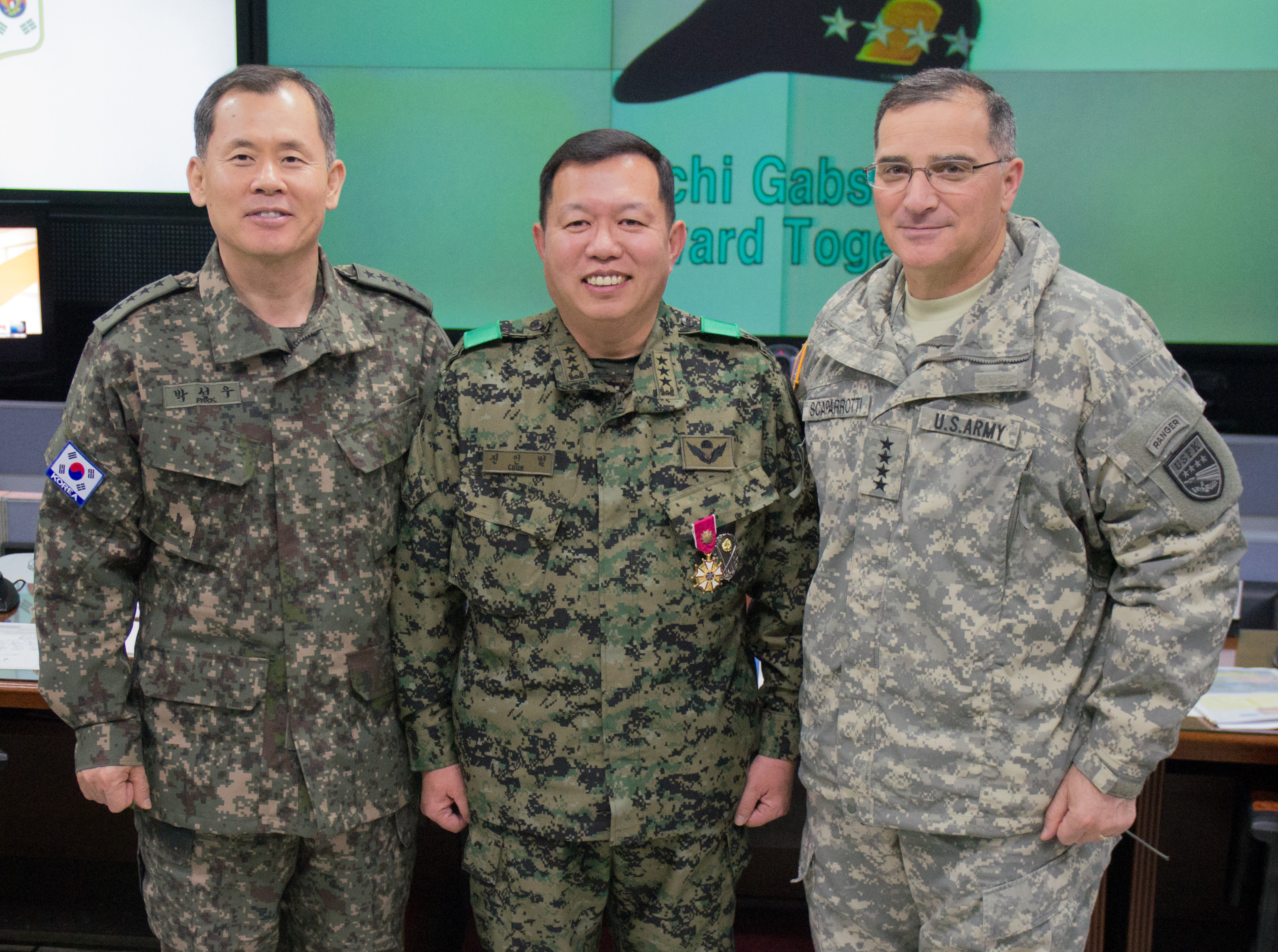
2013년 미국 공로훈장을 수훈한 전인범

2013년 10월 중장 진급과 함께 특수전사령관에 임명되었고, 동년 11월에는 한미연합방위체계 구축과 한미동맹 강화, 상호 유대관계 증진에 이바지한 공로를 인정받아 미국 정부로부터 공로훈장을 다시 한 번 수훈하였다. 2013년 현재 그는 한미 양국으로부터 총 8개의 훈장을 받아 대한민국 현역 장성 중 최다 훈장 수상자로 알려져 있다.
특전사령관 취임 후 부대의 장비 구입을 위한 예산 확보, 새로운 장비의 개발, 해외 특수부대와의 교류협력 등 특전사의 전투력 강화를 위한 개혁을 주도하고 있다는 평을 받았다. 피카티니 레일이나 광학장비와 같이 관행적으로 몰래 사용하던 사제 장비들의 사용을 허용하는 등 기존의 과도한 제재 규정들은 폐지시켰으며, 특히 헬기 사격, 천리행군 인증제 도입과 같이 과거에 하지 않던 실전적 훈련들을 대거 강화하였다. 우선 일반 병사보다 3배 정도 총을 더 쏘는 특전사 요원의 사격량을 5배로 늘렸고 전진하면서 사격할 때 탄피받이를 못 쓰게 하였다. 탄피 하나 없어지면 전 부대원이 나서서 찾아야 하는 것이 매우 비생산적인 일이라고 생각한 그는 대신 탄피를 주울 필요가 없도록 전진 사격 훈련시 1명이 뒤따라가게 하여 실제 몇 발을 쏘는지 세게 하였다. 또한 사령관 취임 당시 특전사에 체계적인 체력 증진 프로그램이 없어 특전사에서 35년간 복무했고 체력 단련과 관련해 박사 학위를 받은 한 원사에게 12개 코스의 프로그램을 만들도록 지시했다. 그 결과 특전사 요원의 허벅지가 평균 1cm 커졌고 체력 프로그램 시행 후 6개월 뒤 미군 특전사 요원들과 경기를 해 수영을 제외한 나머지 종목을 한국 특전사 요원들이 다 이기게 하기도 하였다. 이와 같은 훈련들은 특전사의 실제 전투력을 극대화하고 있다는 평가를 받고 있다. 그리고 긴박한 전장상황에서 오역 가능성을 최소화하고 한미 연합작전 수행능력 향상을 위해 전군 최초로 한국군은 영어로, 미군은 한국어로 브리핑하는 제도를 시행했다. 전 사령관은 이러한 자신의 개혁적인 행보에 관해 “모든 3성 장군은 4성 장군이 되고 싶어하고 4성 장군이 되는 게 군인으로서 더 없는 영광이라는 것을 나 역시 알고 있다. 일각에선 내가 부대 훈련을 실전적으로 바꾸고 개혁을 하면서 무리수를 두어 4성 장군이 되지 못할 것이라고 걱정한다. 하지만 나는 특수전사령관이고 내 임무는 4성 장군이 되는 것이 아니라 싸워서 백전백승 할 수 있는 세계 최고의 특수전 부대를 만드는 게 나의 사명이다”라고 밝혔다. 훗날 그가 사령관을 이임한 뒤 사제 장비는 장병들의 통일성을 해치고 위화감을 조성한다는 이유로 금지되었다. 이에 대해 특전사에 부대장비 및 개인물자를 납품하고 연구하는 특전사 출신의 한 예비역 대위는 “우리 군은 지나치게 ‘군복제 규정’에 얽매여 있다. 전인범 前 특전사령관은 유연한 사고를 가진 지휘관이었다. 그는 “‘군복제 규정’보다 임무와 전술향상이 더 중요하다. 사고를 유연히 하고 우수 장비라면 사제라도 활용하라”라고 이야기하면서 전술장비 및 피복의 사용과 발전을 장려했지만, 그가 교체되면서 이런 유연한 사고는 다시 움츠러들었다. 우리 군의 유연한 사고는 지휘관에 따라 들쑥날쑥 하다”며 아쉬움을 소회했다. 뉴데일리 군사전문기자 태상호는 “전인범 前 특수전사령관 같은 깨어 있는 특수전 지휘관들이 (특수부대의 역량을 강화시키기 위해) 고군분투를 했지만 특수작전에 대한 군내외부의 중요성 인식 부족과 비대칭 전력을 이해하지 못하고 큰 군(Big Army)만 중요시 하는 풍토로 인해 그 노력은 수포로 돌아갔다”라고 현 한국군에 대해 비판했다.
2014년 12월에는 공무 출장 중 터키군 총사령부 재활병원을 방문, 6·25 전쟁 참전용사인 알리 젱기스 투르크오울루를 위문하였다. 그는 6·25 전쟁 기간 가장 치열한 격전지 중 한 곳으로 꼽히는 평안북도 군우리 전투에서 터키군 1여단 소속 소대를 이끌었고, 보육원도 운영하며 많은 전쟁고아를 보살폈다. 전인범 중장은 “우리나라가 눈부신 경제성장을 이룩할 수 있었던 것은 참전용사들의 숭고한 희생정신이 있었기에 가능했다”고 말했다.
2015년 4월 5일부터 12일까지는 미국 통합특수전사령부와 미 육군 특수전사령부를 직접 방문, 미 통합특전사령관 조셉 보텔 대장과 미 육군 특전사령관 찰스 클리브렌드 중장을 만나 한·미 연합 특수작전에 대한 실질적 협력 방안을 논의했다. 그는 저격용 소총과 미군 주력 소총인 M4, 권총, 산탄총, 박격포, 방탄복 등을 점검하고 체험하는 등 미군 특전사의 장비와 무기를 현장 견학하고 실제 사격도 하였다. 이와 함께 방미 기간 동안 시애틀에 있는 6·25 참전 기념공원을 찾아 참전용사비에 헌화하기도 했다.
2015년 4월 14일 특수전사령관 임기를 마치고 제1야전군 부사령관으로 영전하였다. 특전사령관 이임사에서 그는 “우리는 야수의 본능을 잃어가는 동물원의 사자가 아닌 초원을 질주하며 천하를 호령하는 용맹함을 간직한 대한민국 육군의 대표부대 특전사 검은 베레 용사들”이라며 “누구도 할 수 없다고 생각하지만 ‘안 되면 되게 하라’는 투철한 사명감으로 도전하고 노력하는 정신이 바로 특전 정신이다. 우리들 특전용사에게 결코 불가능은 없다”고 강조했다.
2015년 6월 뉴 웨스트민스터 대학(New Westminster College)의 특별연구원(Distinguished Fellow)으로 선정되었다. 뉴 웨스트민스터 대학 총장 로버트 굿윈 3세는 “그는 윤리적 리더십에서 괄목한 성과를 내었고 교육훈련에 평생 동안 헌신해왔다”며 “현 세계의 국가적 안보 위협에 대한 이해는 그가 정부의 국제적, 국가적, 지역 단위 이해관계자들의 민군 상호운용성과 방위협약에 대한 가치 있는 통찰력을 갖추게 하였다. 이것은 우리의 리더십, 외교와 사이버 보안에 관한 연구의 설계와 전달에 있어 가치를 따질 수 없을 정도로 귀중한 것이다. 위원회와 나는 그가 우리 뉴 웨스트민스터 대학의 새로운 특별연구원이 된 것을 매우 영광스럽게 생각한다”고 밝혔다. 전인범 중장은 특별연구원으로서 학문적 수월성의 최고위 기준에 대한 지원에 공헌해왔고, 뉴 웨스트민스터 대학과 연구원들의 세계적인 조직망 발전에 헌신해왔다고 알려졌다. 이 대학의 특별연구원으로는 필리핀 대통령 피델 라모스, 체코 대통령 바츨라프 클라우스, 캐나다 국방참모총장 대장 레이 헤노 등이 있으며, 특별연구원으로 선정된 인물 125명 가운데 한국인은 그가 최초이다.
2016년 5월 미국 통합특수전사령부 훈장(USSOCOM Medal)을 받았다. 미 특수전 발전에 공로가 있는 개인에게 수여되는 이 훈장은 1994년 제정된 이후 한국군이 받는 것은 그가 처음이다. 미 통합특수전사령부는 미 육군과 해군(해병대), 공군의 특수전사령부를 지휘하는 3군 통합사령부로, 전 중장은 2013년 10월부터 2015년 4월까지 한국 특전사령관 겸 연합특전사령관으로 재직하며 연합작전에 기여한 공로를 인정받아 이 훈장을 받게 되었다. 미 통합특수전사령부는 훈장 수여 증서를 통해 “연합특전사령관으로서 미 최정예 특수부대와 네이비 실(SEAL), 특수전 항공자산 등 1000여 명 이상의 미군을 훌륭하게 지휘했으며, 뛰어난 전문지식과 공익을 위한 헌신으로 한미연합군의 전략적 목표 달성을 위한 연합작전을 성공적으로 수행했다”고 밝혔다. 더불어 전 장군의 추진력과 창의력, 그리고 흔들리지 않는 결의와 함께 장기 비전이 대한민국 방어에 기여했다고 평가했다. 또한 전 장군의 남다른 노력과 뛰어난 리더십, 그리고 개인의 추진력은 대한민국과 한미연합사에 큰 기여가 됐다고 전했다.
2016년 7월 28일 특수전사령부 연병장에서 35년간의 군 생활을 마치는 전역식을 가졌고 같은 달 31일 전역하였다. 이날 전역식에는 한미연합사령관 빈센트 브룩스 대장, 미 8군사령관 토마스 밴달 중장, 미 2사단장 테드 마틴 소장 등 주한미군 수뇌부와 이기백, 정호용, 김동진, 김태영 전 국방부 장관 등 한미 양국 군 관계자들이 참석해 전 중장의 전역을 축하했다. 그는 이 자리에서 국가안전보장에 기여한 공로로 한국 정부의 보국훈장 국선장과 한미동맹 강화에 기여한 공로로 미국 정부의 공로훈장을 각각 받았으며, 특히 보국훈장 국선장은 그가 중위 시절 합참의장으로 모셨던 이기백 전 국방장관이 걸어주었다. 전 중장은 전역사에서 선배 장군들과 미군 장성들, 동기, 후배들을 거론하면서 최선을 다했지만 부족했던 자신에게 아낌없는 지원과 후원을 보내준 것에 고마움을 표했다. 그는 “군인들이 진급할 때마다 ‘국가와 국민을 보호하기 위하여 헌법을 수호하고 봉사와 헌신의 자세로 부여된 임무를 완수하고, 상관의 명령에 복종하겠다’고 약속하는데 저는 여러분과 함께 이 약속을 지켰다. 감사하다”고 말했으며, 마지막으로 “안 되면 되게 하라 검은 베레 영원하라”는 특전 정신을 외치며 전역사를 마쳤다. 전역 직후인 9월 언론과 가진 인터뷰에서는 “남자로 태어나 한평생 국가를 지키고 국민을 보호했다는 데 보람을 느낀다”며 동물자유연대 회원으로서 “앞으로 개와 고양이를 위해 열심히 활동하고 싶고 길 가다가 휴지 떨어져 있으면 주우면서 살겠다”고 말하기도 했다.

### 예편과 문재인 캠프 합류
2016년 10월부터 브루킹스 연구소 동아시아정책연구센터 방문학자(Visiting Scholar), 존스 홉킨스 대학교 국제관계대학원 객원연구원(Visiting Fellow)으로 1년 동안 활동했다. 미국 연구기관의 연수는 연수자가 주제를 선정해 그 분야를 연구하며 자신의 전문 분야를 다른 연구자들과 공유하는 활동을 하는데, 그는 전시작전통제권 문제, 한국의 핵무장, 한미 군사동맹 강화 방안 등을 중심으로 연구하였다. 연수 3개월 동안 프린스턴 대학교 등 학교에서 특강, 브루킹스 연구소에서 주관하는 세미나 참여, 워싱턴 내의 많은 연구소와 기관 발표, 세미나, 회의에 참석해 미국의 생각을 이해하고 한국의 입장을 미국 전문가들에게 적극 설명하였다고 말했다. 2017년 1월에는 특전사 예비역들을 중심으로 결성되어 전국적으로 2만 6천여 명의 회원이 활동하고 있는 비영리 사단법인 봉사단체인 특전동지회의 제2대 총재로 취임하였다. 전 총재는 취임사를 통해 “새로운 시대 변화에 부응하는 대한민국 친목단체의 새로운 章을 열겠다”고 다짐하며, “현역 후배들의 권익을 위해 앞장서고, 회원을 편애하지 않는 모두의 특전동지회로 만들어 나가겠다”고 포부를 역설했다. 같은 달 북한의 김정은 노동당 위원장에게 대륙간탄도미사일 개발 등의 재고를 촉구하는 내용으로 A4 용지 4장 분량의 영문편지를 보내기도 하였다. ‘김정은 위원장님께: 전 대한민국 육군 중장의 공개편지’라는 제목의 이 편지에서 그는 “평화를 추구할 기회는 언제나 열려 있습니다”라면서 “가장 필수적인 첫 단계는 공공연한 위협의 회피, 핵과 미사일 실험의 중단, 핵무기 개발부터 인권에 이르기까지 신뢰를 증진시킬 협상에 참여하는 것 등을 포함합니다”라고 평화 프로세스를 제안했다.
2017년 2월 더불어민주당 제19대 대통령 선거 경선 후보 문재인의 대선 경선 캠프인 ‘더문캠’의 안보자문위원으로 활동을 시작했음을 자신의 페이스북을 통해 밝혔다.
| “ | 저는 오늘부로 더민주당의 안보자문위원으로 활동하기로 했습니다. 이와 같이 결정하기 쉬운 것은 아니었으나 더민주당의 안보강화 약속을 믿고 그 약속을 지켜 나가는데 의미있는 역할을 맡아 달라는 부탁이 있어 결심하게 되었습니다. 저는 평생 나라 지키는데 노력했습니다. 제가 쉽지 않은 길을 택하게 된 바, 지속적인 성원을 부탁드립니다. | ” |

이에 앞서 그는 2월 4일 문재인 후보가 경희대학교 평화의 전당에서 자신의 저서인 《대한민국이 묻는다》를 주제로 연 북 콘서트에 국방·안보분야 패널로 참석, 문 후보를 가리키며 “이분하고 함께하면 우리나라 안보를 든든히 하고 한미 관계를 튼튼히 해 우리 국민들이 앞으로 걱정없이 살 수 있겠구나 하는 확신이 있었다. 문 전 대표는 빨갱이가 아닌 것으로 확신한다”고 말하며 문재인 캠프 합류 선언을 하였다. 그는 이 자리에서 군 복무 시절 전방에서 쓰던 랜턴을 문재인에게 선물하며 “불을 밝혀 인재를 찾으시라. 그리고 집권하면 (반대파를 포함해) 모든 국민을 포용하라. 그러면 위대한 대통령이 될 수 있다”고 진언했다. 3성 장군 출신의 대선 후보 지지 선언이 전례 없는 여론의 각광을 받자 조선일보는 “송영무, 박종헌 등 참모총장 출신 4성 장군 두 명을 포함, 장성 10명이 문재인 캠프에 참여했을 때는 이런 현상이 없었다. 그만큼 ‘의외’로 받아들여지는 것 같다”고 평했다. 후일 전인범 영입을 기획한 것은 전적으로 문재인 후보의 작품임이 밝혀지기도 하였다. 당시 그를 영입하고자 다가온 많은 정치계 인사들에게 그는 군 개혁에 대하여 강하게 호소했으나 어느 누구도 그의 의견을 진지하게 들어주는 이가 없었고, 그중 유일하게 진지하게 들어준 사람이 문재인 후보였기에 안보자문 합류를 결정하였다. 하지만 문재인 대선 경선 캠프에서 호감형은 아니었다는 그는 문재인 캠프 내의 안보 인사들이 모인 더불어민주당 안보정책 토론회에서 “군 복무도 제대로 안 한 사람들이 무슨 안보자문이냐”고 일갈했다는 일화가 있다. 또한 그 자리에서 “지금 우리나라 국방의 가장 큰 문제는 훈련을 할 수 없다는 것”이라며 “훈련을 하면 반드시 사고가 나도록 돼 있는데 그럴 경우 소대장부터 대대장까지 무한책임을 지우고, 박근혜 정부에서는 심지어 참모총장까지 보직해임을 시켰다”고 군에 대해 비판했다. 이어 “훈련을 할 수 없으니 전시작전권 환수도 못하고 아무것도 못한다. 북한이 이걸 알고 우리를 우습게 본다고 태영호 공사도 언급하더라”고 강조하면서 군 지휘관들이 훈련에 수반되는 책임 추궁을 피하기에 급급하다 보니 제대로 된 훈련이 이뤄지지 않는다고 지적하였다. 자문위원 직은 맡았으나 더불어민주당에는 입당하지 않음을 강조한 그는 외교·안보 문제에 대해 문재인 전 대표와 차이가 있을 때는 적극적으로 대응하겠다고 밝혔다. 이와 관련해 사드 한반도 배치 문제에 대해서는 “중국의 경제적 압력에 굴복하지 않고, 기존 한미 정부 간 합의는 존중한다는 두 가지를 선언해야 한다”고 말함으로써, 그동안 한중관계를 고려해 사드 배치 재검토를 주장해온 야권과는 결이 다른 의견을 표명한 바 있다. 이에 문재인 전 대표도 “사드 배치는 차기 정부로 넘겨 국회 비준 등 공론화 과정을 거쳐야 한다”면서도 “한미간 합의가 이뤄진 것이라 쉽게 취소하기 어렵다”며 유연한 입장을 취했다. 그의 문재인 캠프 합류에 실망한 일부 보수세력의 거센 비난이 쏟아지자 그는 페이스북을 통해 문재인 지지 선언의 이유를 설명했다.
| “ | 페북친구 5000명 중 현재까지 28명이 이탈했습니다. 안녕히 가십시오. 충분히 분노하시는 마음을 이해합니다. 제가 이번 결심의 결정적 이유는 지난번 특전사에 갔는데 그간 추진했던 많은 사업들이 원점으로 돌아가 있었습니다. 특히, 7만원짜리 특수작전칼(서바이벌 칼)을 부결시켰다는 얘기를 듣고 조용히 살 수 없겠다고 생각했습니다. 저는 정치 안합니다. 듣기 좋은 얘기만 하지 않을 겁니다. 그러나, 해군, 특공, 헌병특경, 해병대와 육군 수색대, 공군 SAR, 정보사여단 그리고 특전부대와 일반병이 자기 자신과 나라를 지키는데 필요로 하는 기본장비를 구비하도록 노력할 겁니다. | ” |

친정인 군을 향한 비판에 육군은 공식 브리핑에서 “특전사 장병들이 생존용으로 사용하는 특수작전 칼을 당초 7만원씩에 구입하려고 했으나 더 나은 15만원짜리로 구입하기로 하고 2022년까지 모두 18억500만원을 예산에 편성했다”고 해명했으나, 2017년 예산에는 특수작전 칼 예산이 거의 반영되지 않은 것으로 드러났다. 육군 관계자는 시범사업으로 구입했다가 나중에 평가에서 합격해야 향후 5년간 18억원으로 칼을 구입하게 된다는 뜻에서 “올해는 시범사업으로 소량만 구입할 예정이며 예산은 5000만원”이라고 재차 해명했다.
2017년 2월 7일 오마이뉴스와의 인터뷰에서 그가 문재인을 지지하게 된 이유를 구체적으로 밝혔다. 왜 문재인을 돕기로 마음먹게 되었는지에 대한 질문에 “(문재인이) 저를 한번 보자고 그래서 궁금해서 만났다. 그 전부터 좋은 사람이라는 생각은 있었다. 만나보니까 좋은 분이고, 지적이더라. 공부하는 분이고. 근데 그날 제가 기분 나쁜 소리도 많이 했다. (- 안보관을 지적했나) 음…. 하여튼 그 기분 나쁜 소리를 다 받아주더라. 저는 그게 중요하다고 생각한다. 제가 설득하는 건 둘째고, 일단 잘 들어줬다는 게 중요하다. 그래서 도와야겠다고 생각했다”고 말했다. 훗날 자세히 밝혀진 바로는 문재인은 그를 영입하기 위해 10번이나 만나는 등 공을 들였으며, 전인범이 무슨 쓴소리를 해도 납작 엎드리며 “도와 달라”고 읍소하였다고 한다. 그래서 전인범은 고민 끝에 친분을 쌓아온 미군과 국무부 인사들에게 “문재인이 도와달라고 하는데 어떻게 생각하나”고 물어본 결과, 돌아온 대답은 “당신이 한·미 중간에서 문재인을 완화하는 역할을 해야 한다”며 그를 도와주라는 것이었다. 하여 그는 작심하고 문재인을 만나 “나도 나이가 60이다. 세 가지만 들어달라. 첫째, 사드(THAAD)가 중요하다. 미국과 한 약속은 무슨 일이 있어도 어기면 안 된다. 둘째, 중국의 경제적 압력에 굴하지 말라. 셋째, 전시작전권 전환을 임기 중에 밀어붙이지 말라”는 조건을 걸었고, 이를 문재인이 수용하면서 그가 문재인 지지 선언을 하게 되었다고 전해진다. 한편 전인범 중장이 전역식 때 전역사를 하면서 5·18 광주 민주화 운동 유혈 진압 책임자인 정호용을 고마운 선배로 언급한 것에 관해서는 “저는 죄는 미워도 사람은 미워하지 말자는 걸 중시하는 사람이다. 그분의 잘못된 부분을 옹호할 생각은 없다. 그런데 그분이 굉장히 인간적인 사람이다. 아랫사람들을 배려하는 사람이다. 그런 측면에서 이야기한 거지, 5·18과 관련해 그를 옹호하려는 건 아니다”라고 답했다. 뒤이어 5·18에 대해서는 “일선 군인들은 아무 죄가 없다고 생각한다. 오늘도 호남 분하고 이야기를 하며 ‘저는 언젠가 광주 5·18 묘역에 그때 죽은 군인들이 같이 묻혔으면 한다’고 말했다. 그리고 지금도 발포 명령을 누가 내렸는지 아무도 모르잖나. 지휘 체계가 문란했던 점이 당시 군의 잘못이지 하사들이 무슨 죄가 있나. 특전사가 살인마처럼 비춰지는 건 바뀌었으면 한다. 하여튼 저는 전두환 전 대통령이 발포를 지시했다고 생각하지 않는다. 그러나 책임을 면할 수 없다. 그래서 그들이 감옥에도 가고 그런 것 아닌가. 정호용은 그런 책임이 있지만, 제가 이야기했던 건 그분이 인간적으로 부하를 대했다는 것이다. 그 부분을 본받고, 감사하게 생각한다는 것이다”라고 이야기했다. 이와 같은 그의 5·18에 대한 견해에 우파 언론인임에도 5·18을 반공적 민주화 운동으로 높이 평가하는 조갑제는 “여러 번의 국가적 수사와 조사에서 광주 사태 초기엔 상급 지휘부의 발포 명령 자체가 없었으며 현장 상황이 워낙 급하여 자위적 차원의 대응발포로 비극이 시작되었다는 사실이 확정되었다. 물론 전두환 국군보안사령관의 발포 명령은 없었다”며 전인범의 발언을 지지하였다.
그러나 그의 5·18 발언을 문제 삼은 정치권에서 부인인 심화진 성신여대 총장이 학교 공금 횡령 혐의로 1심에서 징역형을 선고 받은 것까지 싸잡아 공격하며 논란이 불거지자, 그는 광주 항쟁에 대한 표현의 부족으로 심려를 끼쳐 사과드린다는 말과 함께 다시 미국 연수과정으로 돌아가겠다는 의사를 밝혔다. 그는 “저는 다시 미국 연수과정으로 돌아가 북핵을 바라보는 엄중함과 심각함, 오랜 동안 지속돼온 혈맹으로서의 미국에 대한 변함없는 지지, 이를 통한 더욱 굳건한 한미 동맹관계 발전이라는 문 전 대표의 안보관을 알리는 데에 미력이나마 도움이 되도록 노력하겠다”며 “멀리서나마 문 전 대표와 대한민국의 승리를 기원하겠다”고 덧붙였다. 이에 문재인 후보 측 관계자는 “누를 끼친 데 대한 글을 올리시고 미국에서도 돕겠다고 한 것은 ‘자숙’으로 보면 된다”고 설명하며 “안보, 군사 분야에 대한 자문은 계속 하실 것”이라고 언급하였다. 문재인이 대통령에 당선되고 이틀 후 청와대 관계자는 “대선 과정에서 공을 들여 영입한 전인범 전 특전사령관이 문 대통령의 외교안보라인 구상의 한 축이었는데 그가 중도 하차하면서 인사가 꼬였다”고 발언함으로서 문재인 정부는 출범과 함께 그를 중용할 계획이었음을 나타냈다. 이렇듯 그는 문재인 정부 출범 이후에도 정부의 안보정책을 자문해 주었다.

### 해외 연수
2017년 5월 23일부터 25일까지 미국 하와이 호놀룰루에서 열린 아시아태평양지상군(LANPAC) 심포지엄에 초청을 받아 한미동맹의 중요성과 발전 방안에 대해 발표하였다. 전인범 중장은 이례적으로 예비역 한국 장군임에도 불구하고 각 국의 현직 육군 최고 수뇌부가 참석하는 이 심포지엄에 초청을 받아 예비역으로는 유일하게 발표했는데, 현직 미군 주요 지휘관들은 물론 전직 미군 수뇌부들로부터 한·미 군사동맹과 한·미 연합전력 극대화 해법에 대한 가장 신뢰할 수 있는 한국군 출신으로 평가받고 있어 이 심포지엄에도 초청되었다. 그는 발표문에서 “한미간 긴밀한 연합작전과 지휘통제를 강화하기 위해서는 효율적인 전술지휘통제자동화체계(C⁴I)가 기반되어야 하며 양국간 언어장벽의 문제를 보다 깊이 있게 이해하고 문화의 차이를 이해하는 등 상호 이해를 증진시키기 위한 노력이 필요하다”는 점을 역설하였고, “미국이 우리나라의 주도적 역할을 인정하고 우리나라는 주도적 역할을 할 수 있는 능력을 키워야 한다”고 주장했다. 또한 심포지엄이 끝나고 연합뉴스와 가진 인터뷰에서 “미군 발표자들 대부분은 기조연설과 발표문에서 북한을 ‘부상하는 적(rising adversary)’으로 지칭했다”면서 “미국이 핵과 미사일 개발에 질주하는 북한을 어떻게 인식하고 있는지를 잘 보여주는 말”이라고 전했다.

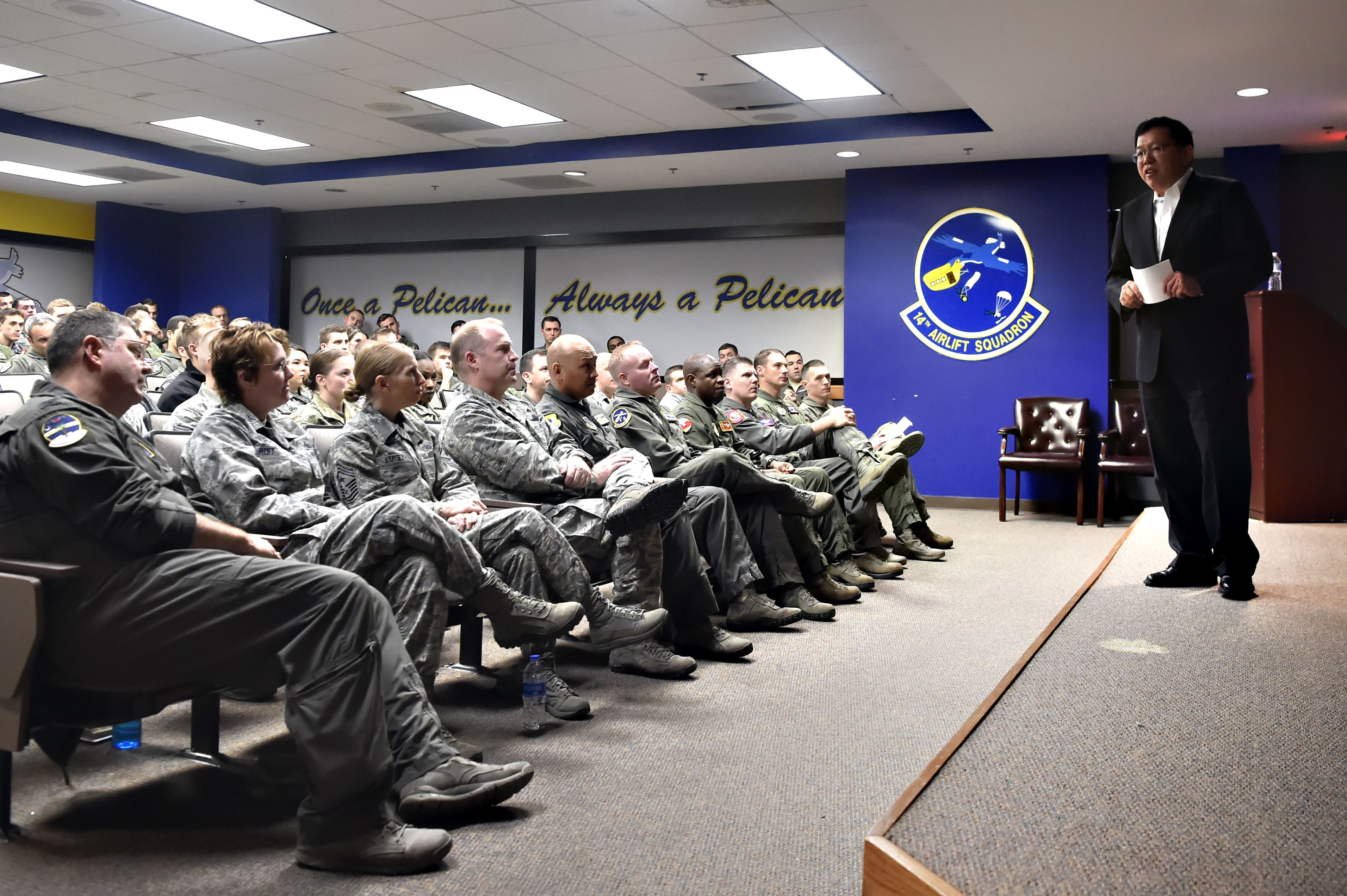
2018년 찰스턴 합동 기지를 방문한 전인범

1년 간의 미국 연수 기간 동안 그는 케네소 주립 대학교, 템플 대학교, 외교정책연구소 등 미국 전역의 대학과 연구소, 로펌을 찾아 한반도 갈등이 미국 국민들의 일상에 미칠 파급력에 대해 강연하였다. 2017년 10월 8일 매일경제와의 인터뷰에서 강연을 하기 전에 먹고 사는 문제부터 이야기를 시작한다는 그는 실용적인 문제부터 언급하는 것이 평범한 미국인들에게 한반도 갈등이 미국에 어떤 경제적 영향을 미칠지를 효과적으로 이해시킬 수 있는 방법이라고 설명했다. 미국은 세계를 상대하는 최강대국이자 선진국이나 미국인들 또한 한국인과 마찬가지로 먹고 사는 문제가 제일 중요하다며, 이렇게 경제적으로 접근하는 방식을 통해 한국의 입장을 최대한 객관적이고 진솔하게 얘기하는 것이 나라를 지키고 애국하는데 조금이라도 보탬이 될 것이라 생각한다고 밝혔다. 한 달 후인 11월 13일 판문점 조선인민군 병사 귀순 총격 사건 당시 귀순한 오청성 하사가 국군에 의해 구출될 때까지 생존해 있을 수 있던 것은 북한 신속대응군 추격조가 오 하사를 급히 쫓느라 호흡 조절에 실패해 급소를 가격하는 소위 ‘킬 샷(kill shot)’을 하지 못했기 때문이라고 설명하였다. 전 전 사령관은 “CCTV 영상을 보면 전력 질주하는 오 하사를 쫓느라 AK 소총을 든 두 북한 경비병은 300m 이상, 권총을 든 두 경비병 추격조는 200m 이상 전력 질주했다”며 “추격조는 최정예 특수부대원으로 구성되지만 오래 뛰다 보니 총을 쏠 때 호흡이 안정되지 않았다”고 말했다. 그는 “특히 오 하사가 추격조의 사격에 노출된 시간은 10초가 채 안 돼 정확한 조준 사격이 이뤄지지 않았다”며 “그 덕에 심장, 대동맥, 정동맥 등 출혈을 많이 일으키는 곳이나 신경계인 머리 척추와 같은 급소를 맞지 않아 살 수 있었다”고 분석했다. 그는 또 “총탄은 몸에 박히면 여러 갈래로 쪼개지면서 간이나 비장, 폐 등 장기에 손상을 주도록 설계된다”며 “그런데 오 하사와 추격조 간 거리가 살상 효과가 높은 50m보다 짧아 관통한 총알이 많아서 살상 효과가 충분히 발휘되지 못했다”고 말했다. 그는 “총탄이 몸을 관통할 경우 출혈을 빨리 멈추게 하고 패혈증만 막으면 살릴 확률이 높아진다”며 급소만 피하면 총알이 몸에 박히는 것보다 관통하는 것이 생존에 유리하다고 설명했다.
2018년 6월 예비역 신분인 그의 주도로 국회의원회관에서 특수작전 전술 및 장비 현대화를 위한 세미나 ‘제1회 특수·지상작전 세미나’가 개최되었다. 그간 국가 안보전략과 국방 관련 정책 토론회는 많았으나, 일선 전투원들과 직접적으로 연관된 전술 및 장비 관련 세미나가 공개적으로 개최된 적은 없었기에 눈길을 끌었다. 세미나에서 전인범 전 특전사령관은 효율적인 강한 군대를 만들기 위해서는 육군의 특전사를 비롯해 수색·특공부대, 해군 및 해병대, 공군의 지상작전 부대의 정예화가 이뤄져야 한다고 강조했다. 그는 “이를 위해서는 해외의 사례를 우리 상황에 맞게 적용할 수 있을지를 심도 있게 연구해야 한다”면서 “실전에 맞지 않는 전술 및 장비소요(구매 요청 및 구매)는 과감하게 개선돼야 할 것”이라고 말했다. 전 중장은 세미나 참석자들의 적극적인 참여를 유도하기 위해 형식과 틀을 깬 어법과 행동으로 참석자들로부터 박수를 받기도 하였다. 해당 세미나는 특수·지상작전연구회, 군사전문지 플래툰 등 민간이 주도한 최초의 개방형 군사 세미나로, 세미나 준비를 해온 특수·지상작전연구회 소속 정진만 아세아항공전문학교 교수는 “당초 100명 미만의 규모로 세미나를 준비했는데 150여 명 이상이 참석했고 상당수 인원이 참석을 원했는데 장소가 비좁아서 받을 수 없어 안타까웠다”고 말했다. 같은 달 한국자유총연맹 부총재에 임명, 9월에는 그를 단장으로 하는 자유총연맹 대표단이 웨스트 포토맥 공원 내 한국전참전기념공원에 들어 설 한국전쟁 미군 참전용사 추모벽 건립에 1만 달러를 기증했다. 그는 “한국전참전기념공원에 추모의 벽이 설치된다는 이야기를 듣고 한국자유총연맹 중앙회 차원에서 1만 달러를 즉석에서 마련, 기탁하게 됐다”면서 “한국자유총연맹은 특정정파에 치우치지 않고 정치 중립을 지키면서 국가에 이익이 되고 국민에게 행복을 주는 국리민복을 기본 가치로 하고 있다”고 밝혔다. 11월 조지아 공과대학교 샘 넌 국제대학원에서 특별방문연구원(Distinguished Visiting Fellow)으로 연수 중인 그는 한국일보와의 인터뷰에서 문재인 정부의 전시작전통제권 환수 추진에 대해 “전작권 환수가 군사적 요인인 작전수행능력보다 정치적 요인인 민족의 자주권을 우선에 두고 추진된 면이 있다고 생각한다. 전작권을 민족의 자주권과 연결 짓는 것은 바람직하지 않다. 전작권 환수는 오로지 효율적인 작전수행능력의 관점에서 추진돼야 한다”는 의견을 피력했다. 그러면서 ‘작전 통제권’이라는 개념이 대다수 국민의 생각보다 제한적임을 천안함 피격 사건을 예로 들어 설명하며 “어떤 나라가 다른 나라의 영해에 들어와서 어뢰를 갈겨서 그 나라의 해군 장병 46명을 살해했다. 이건 전쟁인가, 도발인가. 내가 보기엔 전쟁 상황이다. 바로 보복을 했어야 한다”면서 “하지만 한국과 미국 대통령이 전화로 전쟁 선포를 합의하지 않았다. 이 경우 전시가 아니다”라고 말했다. 이어 “한국이 국익을 고려해 미국과 합의로 전쟁을 선포하지 않으면 작전 통제권은 미국에 넘어가지 않는다”며 전작권을 자존심 문제로 바라보는 일반 국민의 인식에 전환이 필요함을 주장했다. 후일 문재인 정부 임기 내 전작권 전환이 어렵다는 시각이 지배적이게 되자 과거 문재인 대선 경선 캠프에 참여할 때 내걸었던 조건인 ‘전작권 전환을 서두르지 않을 것’을 상기하며 임기 내 전작권 전환이 어려워져 다행이라는 입장을 밝히기도 하였다. 앞으로의 계획을 묻는 기자의 질문에는 “꾸준히 한미 우호를 위한 활동을 하고 있다. 이외에 동물복지단체인 동물자유연대 이사로 동물들의 자유를 위한 일도 하고 있다. 2015년부터 무려 3년 4개월간 8평의 좁은 내실에 갇혀 살던 사자 가족 3마리를 2018년 6월 넓은 땅 미국 콜로라도주 덴버에 위치한 야생동물보호소 ‘와일드 애니멀 생츄어리(The Wild Animal Sanctuary)’로 보내줬다. 앞으로는 열악한 환경에서 사육되는 500여 마리 곰들의 자유를 위해서도 애쓸 계획이다”라고 밝혔다.

### 귀국 이후
2019년 1월 해외 연수를 마치고 귀국, 2월 육군교육사령부와 본인이 고문을 맡고 있는 특수·지상작전연구회는 미래전장환경에 대비한 지상군의 발전을 위해 9개 분야에 대한 양해각서를 체결했다. 전인범 고문은 “특수·지상작전연구회는 지상전의 미래는 정예부대에 있으며 그 중심에는 특전사와 특공, 수색, 특경, 해병 수색 그리고 SEAL 등이 있다고 생각한다”면서 “정예부대원이 전투력의 핵심이고, 정신전력과 전투체력, 장비 및 훈련, 리더십이 전승(戰勝)의 요인이라고 믿는다”고 말했다. 이어 특수·지상작전연구회는 사람이 제일 중요하다는 점을 강조하면서 “그동안 우리 군이 깊게 고민하지 못했던 소화기, 탄약, 장구류, 소부대 통신, 응급의무, 드론, 폭약류, 침투/퇴출자산, 개인의 사이버 능력 등 9개 분야를 중심으로 연구·발전해 지상전 전투력 향상에 기여할 것”이라고 덧붙였다. 3월 특수·지상작전연구회에서 워리어 플랫폼 사업의 건전한 발전방향을 제시하는 ‘제2회 특수·지상작전 세미나’의 1, 2부 토론 진행을 맡아 주제발표자와 객석의 차이를 무너트린 자유롭고 파격적인 진행으로 참가자 모두의 적극적인 의견 제시를 유도했다. 특수·지상작전연구회 관계자는 “워리어플랫폼 사업 중 핵심이라고 불리는 총기와 광학장비를 중심으로 참가자 모두가 참석하는 소통형 세미나로 진행했다”면서 “발표자가 홀로 설명을 해나가는 종래의 세미나 진행에서 탈피해야만 현실성 있는 의견들이 제시될 수 있기 때문”이라고 말했다.
2019년 한일 무역 분쟁이 발생하기 두 달 전인 5월 애틀랜타 던우디의 애틀랜타 국제문제협회에서 열린 ‘한반도 정세’에 관한 특강에서 “일본이 175개의 한국 경제보복 카드를 준비하고 있다”고 예측하였다. 그는 “과거 50년간 친목 도모 차원에서 한일 경제인이 매년 회의를 했지만 금년에 처음으로 안 했다는 얘기를 들었다”며 “일본과 사업하는 지인들로부터 분위기가 심상치 않다는 얘기가 진정성 있게 들려오고 있다”고 했다. 그러면서 “일본 기업의 재산을 압류하는 문제에 관한 한 미국과 다른 나라들은 한국 편이 아닐 수 있다”면서 “일본의 경제보복 조치가 우리에게 부메랑이 되어 돌아올지 알 수 없다”고 진단했다. 그는 이른바 ‘재팬 패싱’이 단기적으로 쾌재를 부르게 할 수 있지만, 중장기적으로는 한반도 정세에 득보다 실을 더한다고 우려했다.
2020년 4월 중앙일보를 통하여 그가 문재인을 지지한지 3년 만에 대통령 곁을 떠났음이 알려졌다. 문재인이 무조건 싫어서 떠난 것은 아니었으며 문재인 정부가 추진한 9·19 남북 군사합의의 가치는 높게 평가하였으나, 집권 전 문재인이 자신에게 해준 약속과는 반대로 가고 있음을 이유로 떠났다는 것이었다. 정부가 남북관계 진전에 욕심이 앞서 유엔사를 비롯한 미군을 환대하지 않고 육군사관학교의 사기를 지나치게 꺾었으며, 국군을 ‘훈련 안 하는 군대’로 만들어 쓸모없는 조직으로 전락시켰다는 것이다. 결정적으로 그가 가장 참을 수 없는 것은 2019년 11월 강원도 삼척 앞바다로 내려온 북한 선원 2명을 강제북송한 조치로, 그들이 무슨 범죄를 저질렀건 간에 탈북한 이상 우리 국민인데 죄를 물어도 우리 법정에서 물어야지 북한으로 돌려보내 참혹한 최후를 맞게 한 것은 무슨 이유를 대더라도 용납할 수 없다고 밝혔다.
2020년 7월 북한이 그를 겨냥해 해킹 공격을 펼친 것으로 확인되었다. 북한은 KBS 북한 전문 프로그램 《남북의 창》 작가 A가 실제 사용하는 이메일 주소를 스피어 피싱으로 악용, 작가 A를 사칭해 그에게 북한 담화 관련 인터뷰를 요청하는 이메일을 보냈다. 전인범 중장은 “이메일을 받은 시기는 마침 《남북의 창》에서 유엔군사령부 문제가 다뤄지던 때”라면서 “평소 해킹 공격을 의심하지 못했다면 자칫 속을 뻔했다”고 말했다. 그가 현재 한국자유총연맹 부총재로 재임하는 것에 맞추어, 북한 공격자는 이메일 제목과 도입부에 ‘부총재님’이라고 명명하는 치밀함을 보였다.
2020년 8월 아시아투데이 칼럼에서 그는 북한의 비핵화를 위해 남한이 핵무장을 해야한다고 주장하였다. 첫째 이유로 북한 지도자들은 그들이 가진 핵무기를 쉽게 포기하지 않을 것이기에 비핵화에는 시간이 오래 걸릴 것이고, 시간이 오래 걸릴수록 불안한 안보 상황은 지속될 거라는 것이다. 둘째로 미국과의 동맹 관계가 시시각각 변하고 있어 미국만 믿다가는 재앙을 맞이할 수 있다는 이유이다. 북한의 핵무기를 억제할 수단은 미국의 핵우산인데, 이게 불분명해져 미국이 제공하는 핵 억제력이 변할 가능성이 있다면 우리가 핵을 가질 수밖에 없기 때문이다. 마지막으로 현재 우리가 개발하려 하고 있는 핵추진 잠수함은 핵 원료 농도가 20% 이하인 우라늄을 사용하므로 무기에 필요한 핵 농도 95%가 아니기 때문에 괜찮다고 하지만 국제사회는 그렇게 쉽게 받아들이지 않을 것이고, 어차피 국제사회를 설득해야 한다면 이참에 아예 핵무기를 개발하겠다고 선언하는 게 나을 것 같다는 생각에서이다. 이렇게 세 가지 이유로 대한민국도 핵무장을 해야한다고 했으나 이것으로 한반도의 비핵화를 포기하자는 것은 아니며, 오히려 이를 통해 북한의 핵 포기를 이끌어내 한반도의 비핵화를 이루어내자고 강조하였다. 훗날 이어진 칼럼에서는 미국 공화당 하원의원 스티븐 샤보트가 북한을 비핵화의 길로 가게 하기 위해서는 중국의 협조가 필요한데, 중국의 협조를 얻기 위해서는 한국과 일본의 핵무장이 중국의 협조를 이끌어 낼 유일한 방법이며 미국이 한·일의 핵무장을 돕자는 것은 아니지만 이에 대한 논의를 시작해야 한다고 2021년 3월 발표한 것을 인용하였다. 이를 통해 남한 핵무장 시에는 남북이 전면전 걱정없이 경제와 문화, 그리고 군사를 포함한 모든 분야의 교류를 할 수 있다며, 스티븐 샤보트와 같은 미국의 정치인과 정책입안자들이 많이 나올수록 한국의 국익에 도움이 되리라 확신한다고 밝혔다.
2020년 11월 한국 전쟁 70주년을 맞아 어린이들이 쉽게 이해할 수 있도록 그가 영어 번역을 맡은 6.25 전쟁 동화책 『6·25가 뭐예요?』가 발간되었다. 그는 영역에 참여한 이유에 대해 먼저 번역 부탁이 왔다며 “마다할 이유가 없었다. 옳은 일이다. 미국을 비롯해 16개국이 참전한 전쟁인데 해외에선 잊혀진 전쟁이라는 말까지 나온다. 해외 어린이에게도 전쟁이 어떻게 시작됐고 무슨 일이 있었는지 설명하고 싶었다”고 말하며 “우리 어린이들이 영어 실력을 길러, 외국 친구들에게도 6·25 전쟁에 대해 정확히 설명해줄 수 있기를 바란다”고 첨언했다.
2021년 5월 병사들의 휴대전화 사용 1년을 맞아 이에 대해 자신의 유튜브 채널에서 “병사들에게 휴대전화를 사용할 수 있도록 하게 하면서 순기능이 많다”며 병사들이 휴대폰을 쓰자 자살률이 줄고 병영 생활이 즐겁게 변했다고 말했다. 그는 “휴대전화를 사용할 수 있도록 하면서 선임병 갑질이 과거에 비해 많이 없어졌다고 한다”며 “군 내부 문제들도 지금 외부로 밝혀지고 있다”면서 그 당시 온라인을 통해 폭로돼 논란이 된 육군의 부실 급식 문제를 언급했다. 이어서 “격리된 군인들의 식단이 형편 없다든지, 휴가 후 격리시설 바퀴벌레라든지, 이런 제보성 문제 때문에 군은 곤란했을 것”이라며 “이런 부분이 군에겐 불편하겠지만, 어쨌든 그건 사실 아니냐”면서 문제점을 지적했다. 그러면서 “이 문제들이 해결되면서 전투력 향상엔 도움이 됐을 거라 생각한다”며 “중대장, 소대장들이 요즘은 힘이 없어서 목소리를 내도 받아들여지기 힘든 거 같다. 그래서 이런 문제가 까발려지는게 불편해도 도움이 될 것”이라고 피력했다.
2022년 4월 중앙일보와의 인터뷰에서 그는 세계 2위 군사 강국 러시아가 우크라이나 전쟁에서 고전하는 이유를 설명하며 한국군의 현실을 꼬집었다. 한국군의 고질적인 장비 부족과 보급 문제를 지적하며 “북한과 대치 중인 한국이 (군수·보급 문제를 드러낸) 러시아 꼴이 날 수도 있다”고 하면서 “군사력 순위를 믿어선 안 된다”고 경고하며 “AI 기반 국방 혁신에 앞서, 총 같은 기본 무기 지급부터 해결해야한다. 기초없는 군사력은 허상”이라고 강조했다. 이어서 “군사력 순위는 허상이다. 병력·무기 숫자로 군사력 순위를 매기는데, 병력의 질, 훈련 정도는 고려 안 한다. 똑같은 전투기라도, 500시간 비행한 조종사가 1000시간 비행한 조종사를 이길 수 없다. 숫자에 가려진 우크라이나의 항전 의지를 봐야 한다. 우크라이나 국민들은 1991년 독립 이후 민주화 투쟁을 이어왔다. 러시아에게 더는 반민주적 노예생활을 하지 않겠단 의지가 강했다”고 러시아가 고전하는 이유를 보았다. 마지막으로 “결국 우크라이나 국민들과 젤렌스키 대통령의 항전 의지가 러시아군이 지불할 비용을 초과하게 만들었던 걸로 보인다. 적절한 소화기(小火器)로 대군(大軍)에 맞섰다. 외적 요인을 보자면, EU·NATO 등이 전향적으로 무기를 제공한 것도 한몫했다. ‘우크라이나는 도와줄 만한 나라’라는 인상을 심어줬다. 특히 젤렌스키 대통령은 각국에 직접 호소했다. 독일·스웨덴 같은 곳이 우크라이나에 무기를 주는 건 쉬운 일이 아닌데, 이런 게 시너지를 냈다”고 우크라이나가 예상 밖으로 선전하는 비결에 대해 분석했다. 세계 군사력 순위 6위인 대한민국이 러시아-우크라이나 전쟁을 통해 어떤 교훈을 얻어야 하냐는 기자의 질문에 “아마 군필자들은 이걸 믿는 사람이 없을 거라 본다. 이번 전쟁에서 그런 숫자가 얼마나 무의미한지 깨달았을 거라 본다. 두 번째 교훈은 북한과의 관계다. 우린 핵무기가 있는 북한과 공존한다. 현실적으로 의지할 게 미국의 확장억제력뿐이다. 주한미군은 확장억제의 상징이다. 자주국방 능력을 키우는 것과 별개로 한미동맹 강화가 중요한 걸 알아야 한다. 우크라이나가 미국과 동맹을 맺었다면, 러시아가 공격했을까. 아니라고 본다”며 한미동맹의 중요성을 역설했다.
2023년 7월 그는 전 세계에 122개 지부, 회원 15만명을 가진 미국 육군협회 석좌위원(Senior Fellow)으로 위촉되었다. 미국인이 아닌 사람이 미국 육군협회 석좌위원이 된 것은 그가 처음으로, 그는 주한미군, 미국 내 주요 단체 등에서 한미 군사 관계 강화 방안과 북한의 위협 등을 주제로 강의할 예정이다. 그는 본인이 미국 육군협회 석좌위원으로 위촉된 것에 대해 “1950년에 설립된 미 육군협회는 현역, 예비역, 그들의 가족과 군무원들의 목소리를 대변하기 위해 만들어진 비영리단체이지만 단순 친목 모임이 아니라 정부에 등록된 로비 단체로서 막강한 힘을 지니고 있다. 육군협회 회장은 일주일에 평균 2~3명의 상하 의원을 만난다고 하더라. 나는 전역 후 평소 교류하던 미군과 계속 만나기 위해 평생회원으로 가입했다. 협회는 매년 워싱턴과 하와이에서 두 차례 큰 회의를 여는데 하와이 회의 때 스피커(강연자)로 여러 차례 참석했더니 석좌위원이 돼달라고 요청이 왔다. 단순 명예직인 줄 알았는데 27명의 석좌위원 중 15명이 장성 출신이고, 나머지는 주임원사나 선임부사관 출신, 자치단체장의 부인들도 있었다. 미국인이 아닌 사람은 나밖에 없었다. 많은 현역, 예비역들을 만나 미 육군이 어떤 방향으로 나가는지, 안보 이슈가 무엇인지 자연스럽게 알 수 있었다”고 위촉 경과를 밝혔다.

### 회고록 출간
2024년 7월 본인의 35년 간의 군 생활을 기록한 회고록 《보통장군 전인범》을 출간하였다. 그는 “키도 작고 운동신경도 둔한 제가 국군 중장까지 진급한 건 기적이었다고 생각한다. 할 말도 하는 성격이다. 건방지고 말 안 듣는 놈, 괴짜라는 이야기도 많이 들었다. 이 때문에 나를 잘 아는 후배들은 ‘선배님 같은 분은 중령에서 끝나는 게 맞는데 중장까지 되신 것이 기적’이라고 말한다. 동의한다. 그래서 더더욱 책을 써야겠다고 결심했다. 어려운 길을 가고 있는 후배들에게 제가 인생을 살아오면서 했던 고민들을 알려 주고 같은 실수를 하지 않도록 군복을 입고 군인으로 지낸 시절의 모든 이야기를 썼다”고 출간 이유를 밝혔다. 이 회고록은 출간한 지 한 달도 안 돼 1쇄 3000부가 완판되어 2쇄에 들어갔으며, 원래는 2023년 말에 책이 나올 수 있었지만 2024년 4월 제22대 국회의원 총선거를 앞둔 상황에서 자칫 선거 출마로 오해받을 수 있어 총선 후로 출간을 미뤘다고 했다.

## 학력
- 1971. 2. 리라국민학교 5회 졸업
- 1974. 2. 대경중학교 16회 졸업
- 1977. 2. 경기고등학교 73회 졸업
- 1981. 4. 육군사관학교 37기 학사
- 2006. 8. 서울대학교 행정대학원 행정학 석사
- 2010. 2. 경남대학교 대학원 정치외교학 박사

### 명예 박사 학위
- 2011. 2. 이르쿠츠크 국립대학교 명예 정치학 박사

## 경력
- 1981. 30사단 90연대 15중대 3소대장
- 1982. 1군단장 전속부관
- 1982. 육군참모차장 전속부관
- 1983. 2야전군사령관 전속부관
- 1983. 합동참모의장 전속부관
- 1984. 30사단 90연대 2대대 7중대장
- 1986. 30사단 90연대 2대대 10중대장
- 1987. 30사단 작전처 작전장교
- 1988. 한미연합사 기획참모부 우발계획장교
- 1988. 한미연합사 부사령관 전속부관
- 1990. 특전사 작전처 연합작전장교
- 1991. 특전사 작전처 작전장교
- 1992. 육본 참모총장실 정책과 정책장교
- 1993. 육본 참모총장실 정책과 군사외교협력장교
- 1995. 22사단 55연대 3대대장
- 1997. 22사단 인사참모
- 1998. 22사단 작전참모
- 1999. 한미연합사 작전참모부 연습처 을지포커스렌즈(UFL)연습장교
- 2001. 한미연합사 작전참모부 연습처 한미연합전시증원(RSOI)연습장교
- 2003. 9사단 29연대장
- 2004. 이라크 다국적군사령부(MNF-I) 선거지원과장
- 2005. 국방부 국제협력관실 대미(對美)정책과장
- 2006. 1사단 작전부사단장 겸 서울대학교 국제문제연구소 객원연구원
- 2007. 합참 작전기획부 공동작계추진단장
- 2007. 카불 군사협조단장
- 2008. 합참 전략기획부 전략기획차장
- 2008. 합참 전략기획부 전작권전환추진단장
- 2009. 27사단장
- 2011. 한미연합사 작전참모차장
- 2013. 한미연합사 부참모장 겸 유엔사 군사정전위원회 수석대표
- 2013. 특수전사령관
- 2015. 1야전군 부사령관

## 진급
- 1981. 3. 28. 소위
- 1982. 4. 1. 중위
- 1984. 11. 1. 대위
- 1988. 11. 1. 소령
- 1994. 11. 1. 중령
- 2002. 11. 1. 대령
- 2007. 7. 1. 준장
- 2009. 11. 3. 소장
- 2013. 10. 29. 중장

## 상훈
- 1983. 보국훈장 광복장
- 1992. 미국 육군표창훈장
- 2000. 국무총리 표창
- 2002. 미국 근무공로훈장
- 2005. 미국 동성훈장
- 2005. 화랑무공훈장
- 2008. 대통령 표창
- 2011. 미국 공로훈장
- 2013. 보국훈장 천수장
- 2013. 미국 공로훈장
- 2016. 미국 통합특수전사령부 훈장
- 2016. 보국훈장 국선장
- 2016. 미국 공로훈장

## 저서
- 《보통장군 전인범》, 길찾기, 2024. ISBN 979-11-676927-3-3

## 기타 이력
- 2015. 뉴 웨스트민스터 대학 특별연구원
- 2016. 동물자유연대 이사
- 2016. 브루킹스 연구소 동아시아정책연구센터 방문학자
- 2016. 존스 홉킨스 대학교 국제관계대학원 객원연구원
- 2017. 특전동지회 총재
- 2017. 더불어민주당 문재인 제19대 대통령 선거 경선 캠프 안보자문위원
- 2017. 유엔군사령부 군사정전위원회 명예고문
- 2018. 한국자유총연맹 부총재
- 2018. 조지아 공과대학교 샘 넌 국제대학원 특별방문연구원
- 2018. 특수·지상작전연구회 고문
- 2019. 한국모형협회 고문
- 2020. 미국 육군협회 한국지부 부회장
- 2020. 미국 공군협회 MIG Alley 한국지부 부회장
- 2023. 미국 육군협회 석좌위원

## 평가와 비판
통역이 필요없는 유창한 영어 실력과 뛰어난 업무 추진력으로 주한미군 지휘부와 깊은 신뢰관계를 유지해 대한민국의 대표적인 ‘미국통’으로 불리고 있다. 조선일보 군사전문기자 유용원은 그를 ‘군내에서 영어를 가장 잘하는 사람’이라고 언급하였다. 동아일보 논설위원 송평인은 본인의 칼럼에서 대위 시절의 그를 군 복무 당시 본 기억을 회상하며 “유창한 영어로 한미 군사훈련을 조율하는 실력도 실력이지만 행동과 자세 하나하나에 자신감이 넘쳤다. 그때의 강렬한 인상이 지금도 생생하다”고 극찬했다. 주한미군사령관 커티스 스캐퍼로티 대장은 그를 일컬어 ‘가장 절친’이라 칭할 정도로 미군들의 신뢰를 받으며 강력한 한·미 군사동맹의 견인차 역할을 하고 있다고 평가받는다. 미 8군사령관 버나드 샴포 중장 역시 ‘한국 군인 중에서는 가장 오랜 절친이며 항상 올바른 조언을 해 주는 고문(顧問)이자 한미 군사동맹의 미래’라고 강조했다.
2009년 11월 27사단장 취임식 때 부인 심화진이 총장으로 재임 중인 성신여자대학교의 직원들이 동원됐음이 논란이 되었다. 대법원은 그가 문재인 지지 선언 5일 뒤인 2017년 2월 9일 그에 대한 명예훼손 혐의로 기소된 성신여대 조모 교수에 대한 상고심에서 조 교수의 의혹 제기가 일부 사실이라고 본 항소심 판결이 정당하다고 판시했다. 앞선 2016년 11월 항소심 재판부는 “원심은 고소인(전인범)의 사단장 취임식에 성신여대 ‘학생’이 동원된 사실이 없는 점 및 위 보도에는 ‘강제’로 직원과 학생을 동원하였다고 되어 있으나 피고인(조 교수)은 어떻게 직원과 학생을 강제로 동원했다는 것인지 전혀 밝히고 있지 못한 점 등의 이유를 들어 이 부분 제보 내용 및 보도 내용이 ‘허위’라고 판단하였으나, 기록을 통해 알 수 있는 사정에 비추어 보면 이 부분 피고인의 제보 내용 및 언론 보도 내용은 그 중요한 부분에 있어 객관적 사실에 합치된다고 할 것이고, 따라서 검사 제출 증거들만으로는 위 내용이 ‘허위’라고 단정할 수 없다”고 판결문에서 밝혔다. 한편 아내 심화진 성신여대 총장이 학교 공금 횡령 혐의로 재판 중일 때 그는 자신의 SNS에 심 총장의 결백을 주장하면서 “우리 집사람이 비리가 있었다면 제가 어떻게 했을 거라 생각하십니까”라고 자문한 뒤 “권총으로 쏴 죽였을 것”이라고 자답해 일부 누리꾼들에게 비판 받았다. 후일 심 총장에게 1심에서 징역형이 선고되자 “무죄를 확신해서 경솔한 표현을 했다”며 해명했다.
2014년 9월 특전사 13공수여단에서 포로체험 훈련 도중 부사관 2명이 숨진 사건이 발생하자 해당 훈련의 도입을 지시한 사람이 그였던 것을 두고 정치권에서 공방이 일었다. 2017년 2월 국민의당 김영환 최고위원은 문재인 캠프에 합류한 그에 대해 “이분은 취임 후인 2014년 9월 공수여단에 포로처럼 고문훈련을 시켜 두 명의 군인을 사망시킨 전력이 있다”며 “문재인 전 대표는 왜 ‘특전사 코스프레’를 포기하지 않고 집착하고 있느냐”고 비판했다. 이 사건에 대해서는 그가 전역 직후인 2016년 9월 신동아와의 인터뷰에서 “(포로체험 훈련 중 사망한) 조용준·이유성 하사. 나는 당시 부대 지휘관으로 절대적인 책임이 있다. 과정이야 어찌 됐든 나는 두 사람의 이름을 죽을 때까지 새기고 가야 한다는 벌을 받았다”며 지휘관으로서 도덕적 책임이 있음을 인정한 바 있다. 문재인 지지 선언 직후인 2017년 2월 오마이뉴스와의 인터뷰에선 당시 사고의 핵심 원인은 무엇이라고 생각하냐는 기자의 물음에 “무지와 부주의, 그리고 감독 부실이다. 그리고 당시 매뉴얼이 없어서 문제라고 보도됐는데, 군 생활 당시 매뉴얼이란 표현을 쓰던가. 에프엠(FM, filed manual, 야전교범)이란 표현을 쓴다. 사고 직후 장교가 기자에게 ‘매뉴얼이 있었나’라는 질문을 받고 ‘못 봤다’라고 답했다. 그런데 만약 ‘에프엠이 있었나’라고 물어봤으면 그렇게 답하지 않았을 거다. 우리가 책 만들 때 초고가 있잖나. 그때 (엄지와 검지를 4cm 정도 떨어뜨린 손을 내보이며) 이렇게 두꺼운 초고가 있었다. 나름대로 연구를 많이 했다”고 답했다. 이어 “이런 사고가 나선 절대로 안 되지만, 어처구니 없이 사고가 날 수도 있다는 점을 이해해주셨으면 한다. 그리고 책임만큼의 처벌만 받도록 이해해줬으면 한다. 2017년 1월에 제가 특전동지회 총재로 취임했는데, 취임식 때 희생된 두 부하의 아버지가 축하해주러 오셨더라. 그러면서 ‘사령관님이 무슨 죄가 있겠나. (일반순직이 아닌 특수직무순직으로 처리된 것에 대해) 잘 처리해주셔서 감사하다’고 그러더라. 제 마음이 어땠겠나”라고 덧붙였다. 이에 대하여 특전사 관계자는 “그들은 아들들이 비록 희생됐지만 포로체험 훈련의 취지에는 공감했기 때문에 사고 당시 사령관이었던 전인범 전 중장의 특전동지회 총재 취임식에 참석이 가능했다”고 밝혔다.
2017년 2월 오마이뉴스와의 인터뷰 당시 5·18 광주 민주화 운동 유혈 진압에 대해 이야기하면서 “저는 전두환 전 대통령이 (발포를) 지시했다고 생각하지 않는다. 그러나 책임을 면할 수 없다. 그래서 그들이 감옥에도 가고 그런 것 아닌가”라고 발언한 것에 호남 기반 정당인들의 비판이 이어졌다. 국민의당 고연호 대변인은 “이러한 일방적 발언은 국가적 민주화운동과 희생을 모욕하는 망언”이라며 “전 장군은 민주화운동에 희생되신 분들과 유족들께 씻을 수 없는 상처를 안겼다. 호남에서 지지를 호소하면서 정작 반5.18적 사고방식을 지닌 인사를 안보자문역으로 영입한 문재인 전 대표에게 제 정신인지 묻지 않을 수 없다”고 공격했다. 국민주권개혁회의 대변인 이찬열 의원은 “문 전 대표가 같은 특전사 출신임을 과시하기 위해 전 전 사령관을 영입한 것으로 보이지만, 광주에서 자행된 특전사의 만행을 생생히 기억하는 우리로서는 전인범 사령관의 잘못된 사고방식과 가치관에 대해 우려를 금할 수 없다”고 말했다.

## 일화
- 사관생도 시절 후배들을 엄하게 교육해 그의 별명은 ‘잔인범’이었다.

(육사 37기생인) 박지만 씨에 대해 특별대우는 없었을까. 동기생들은 입을 모아 “특혜는커녕 대통령 아들과 동기생이라는 이유로 곤욕을 치른 경우가 더 많았다”고 했다. 육사 38기의 한 대령은 “당시 37기의 선배 기수들은 박지만 선배가 포함된 37기에 편견을 갖고, 다른 기수라면 그냥 넘어갈 일도 더 엄격하게 얼차려를 줬다”고 했다. (중략) 37기 동기회의 한 간부는 “하도 36기 선배들에게 들볶이다 보니 38기 후배들을 교육시킬 여력이 없어 동기들 사이에선 38기들이 기어오른다는 이야기도 했었다”며 “동기생 중 전인범 특전사령관이 ‘잔인범’ 소리를 들어 가며 후배들 교육을 시키지 않았으면 선배 노릇도 못할 뻔했다”고 했다.— 오동룡. 2013. “朴志晩 同期 陸士 37期生들.” 『月刊朝鮮』 2013년 12월호, 98-115.

- 특전사령관 재임 당시 부하들을 아끼고 챙겨주는 지휘관으로 유명하였다.

한편 드라마에서처럼 부하를 아끼는 사령관도 실재한다. 전인범 사령관(2013~2015년 육군 특수전사령부 사령관)이 그런 사례다. 보급품 확충, 수당 인상, 사제품 허용, 간결한 훈시 등 여러 면에서 부하들을 꼼꼼하게 챙겼다.

“국회의원들을 초대해 특공무술 시범을 한 적이 있는데, 그날 식사시간에 전 사령관이 의원들에게 전투식량을 건네 보이며 ‘우리 애들이 이런 대우 받을 애들 아니다, 더 잘 먹여야 훈련도 더 잘할 수 있다’고 호소했다. 그 후 정말 전투식량이 좋아졌다. 군에 그런 분이 많으면 나도 (드라마 《태양의 후예》의 주인공인) 유시진 대위 같은 군인으로 살고 있을 것이다.” (부사관 출신 A씨)— 이혜민. 2016. “진짜 특전사는 이렇지 말입니다.” 『新東亞』 2016년 5월호, 216-225.

## 가족 관계
- 조부: 전항섭 (全恒燮, 1906년~1958년, 유한양행 사장)
  - 고모: 전혜성[134] (全惠星, 1929년~, 예일 대학교 교수)
  - 고모부: 고광림[135] (高光林, 1920년~1989년, 주미한국대사관 특명전권공사)
    - 내종누나: 고경신 (高慶信, 1946년~, 중앙대학교 화학과 교수)
    - 내종형: 고경주[136] (高京珠, 1952년~, 미국 보건복지부 보건담당 차관보)
    - 내종형: 고동주 (高東珠, 1953년~, 메사추세츠 주립대학교 의과대학 교수)
    - 내종형: 고홍주 (高洪珠, 1954년~, 미국 국무부 법률고문)
    - 내종사촌: 고경은 (高慶恩, 1958년~, 예일 대학교 법학전문대학원 석좌교수)
    - 내종제: 고정주 (高정珠, 1960년~, 미술가)

  - 숙부: 전주서 (전신전자 회장)
  - 숙부: 전주형 (국제무역인)
  - 숙부: 전주일 (미국 공무원)
- 아버지: 전주화 (全周華, 1931년~2005년, 한의사)
- 어머니: 홍숙자 (洪淑子, 1933년~, 뉴욕 총영사관 부영사)
  - 여동생: 전경진 (全京珍, 1959년~)
- 배우자: 심화진[137] (沈和珍, 1956년~, 성신여자대학교 총장)
- 장인: 심용현 (沈龍鉉, 1918년~1986년, 성신학원 이사장)
  - 손위처남: 심규형 (沈揆亨, 1942년~1992년, F-5 조종사·공군 대령)

## 같이 보기
- 김영식
- 박지만
- 박찬주
- 신원식
- 양종수
- 엄기학
- 이재수